# Attentat du 12 janvier 1947 à Haïfa
 (janvier 2024).
L'attentat du 12 janvier 1947 à Haïfa est survenu le 12 janvier 1947 lorsque le groupe paramilitaire sioniste Stern gang (également connu sous le nom de Lehi), attaqua le commissariat de police britannique de Haïfa, en Palestine mandataire, avec un camion chargé d'explosifs,,, faisant 4 morts et 142 blessés et mettant fin à une trêve en Palestine mandataire, dans le contexte de l'insurrection juive en Palestine mandataire (en). L'attaque a été décrite comme le premier attentat à la voiture piégée de l'histoire.